# سيد حسن باشا
سيد حسن باشا (بالتركية: Seyyid Hasan Paşa)‏ كان الصدر الأعظم للدولة العثمانية في الفترة ما بين 4 أكتوبر 1742 حتى 10 أغسطس 1746. تُوفي في 1748 بمدينة ديار بكر. 